# Giorgio Serafini
Giorgio Serafini (né le 3 avril 1962  à Bruxelles) est un scénariste et un réalisateur italien.

## Biographie
Giorgio Serafini est né à Bruxelles le 3 avril 1962 d’une famille italienne. Il a fait ses études à l’école européenne où il a obtenu le baccalauréat européen. Il s’inscrit ensuite à la Faculté des Sciences Politiques et Relations Internationales de l’Université libre de Bruxelles (ULB).
En 1990, il réalise son premier travail professionnel, le documentaire Les murs de sable concernant les prisonniers italiens enfermés dans le camp de Hereford au Texas, pendant la Seconde Guerre mondiale. Ce documentaire est à la base du film Texas 46 (The Good War aux États-Unis) tourné en 2001 avec Roy Scheider et Luca Zingaretti.
Depuis 1994, il vit à Los Angeles et il a acquis la citoyenneté américaine en 2004. Il continue à travailler entre États-Unis et Europe.

## Filmographie

### Cinéma
- Flashburn (2017)
- A Certain Justice (2014)
- Ambushed (2013)
- Blood of redemption (2013)
- Johnny’s Gone (2011)
- Game of Death (2010)
- Tolleranza (2006)
- War (2005)
- Texas 46 (2002)
- The Seventh Sense (1999)
- Loveblind (1999)
- The Garbage Man (1996)
- Blu Notte (1992)
- Les murs de sable (1990)

### Télévision
- Il falco e la colomba (2009)
- Il bene e il male (2008)
- Gente di mare 2 (2007)
- Senza via d'uscita – Un amore spezzato (2007)
- Orgoglio (2004-2006)